# Americas Pacific Challenge
Le Americas Pacific Challenge met aux prises six nations américaines et pacifiques, à destination des équipes réserves, de rugby à XV créé par World Rugby et s'inscrit dans une stratégie précise. L'Americas Pacific Challenge a été initié afin de faciliter le passage vers le très haut niveau ainsi que pour accompagner les équipes participant à l'Americas Rugby Championship et à la Pacific Nations Cup dans leur préparation aux tests du mois de novembre.
Chaque édition se joue à l'Estadio Charrúa de Montevideo, en Uruguay.

## Format
La compétition, organisée à l'Estadio Charrúa de Montevideo, se joue sur trois jours par rencontres croisées entre deux poules, chaque équipe jouant uniquement contre celles de l'autre poule.
À partir de l'édition 2021, une limite d'âge est imposée : 23 des 28 joueurs de chaque équipe doivent avoir au maximum 23 ans, les 5 autres joueurs doivent seulement avoir plus de 18 ans. En raison de la pandémie de Covid-19, aucune équipe du Pacifique ne participe à la compétition pour sa reprise ; les équipes sont ainsi quasi identiques à celle de l'Americas Rugby Championship, à l'exception du Paraguay remplaçant le Canada.

## Palmarès
| Édition   | Vainqueur    | Vice-champion | Troisième | Quatrième | Cinquième   | Sixième     |
| --------- | ------------ | ------------- | --------- | --------- | ----------- | ----------- |
| 2016 (en) | Argentine XV | Fiji Warriors | Samoa A   | Uruguay A | USA Selects | Canada A    |
| 2017 (en) | Argentine XV | USA Selects   | Tonga A   | Samoa A   | Uruguay A   | Canada A    |
| 2018 (en) | Samoa A      | Argentine XV  | Uruguay A | Tonga A   | Canada A    | USA Selects |
| 2021 (en) | Argentine XV | Chili A       | Brésil A  | Uruguay A | USA Selects | Paraguay A  |

## Édition 2016

### Équipes participantes
| - Argentine XV - Canada A - Fiji Warriors | - Samoa A - Uruguay A - USA Selects |

### Poule A

#### Classement
| Rang | Nation      | J | V | N | D | Bo | Bd | Pm  | Pe  | Diff | Pts |
| ---- | ----------- | - | - | - | - | -- | -- | --- | --- | ---- | --- |
| 1    | Argentine A | 3 | 3 | 0 | 0 | 2  | 0  | 154 | 62  | +92  | 14  |
| 2    | Samoa       | 3 | 2 | 0 | 1 | 1  | 0  | 97  | 103 | -6   | 9   |
| 3    | USA Selects | 3 | 1 | 0 | 2 | 1  | 0  | 74  | 146 | -72  | 5   |

Source : www.worldrugby.org

Attribution des points :
*4 points sont attribués pour une victoire
*2 points pour un match nul
*aucun point en cas de défaite
*1 point de bonus pour une perte de sept points ou moins
*1 point de bonus pour avoir marqué quatre essais ou plus dans un match

### Poule B

#### Classement
| Rang | Nation        | J | V | N | D | Bo | Bd | Pm  | Pe  | Diff | Pts |
| ---- | ------------- | - | - | - | - | -- | -- | --- | --- | ---- | --- |
| 1    | Fiji Warriors | 3 | 2 | 0 | 1 | 4  | 0  | 127 | 65  | +62  | 10  |
| 2    | Uruguay       | 3 | 1 | 0 | 2 | 3  | 0  | 96  | 130 | -34  | 7   |
| 3    | Canada        | 3 | 0 | 0 | 3 | 3  | 0  | 88  | 130 | -42  | 3   |

|  | Vainqueur (no 1).    |
|  | T : tenant du titre. |

Source : www.worldrugby.org

Attribution des points :
*4 points sont attribués pour une victoire
*2 points pour un match nul
*aucun point en cas de défaite
*1 point de bonus pour une perte de sept points ou moins
*1 point de bonus pour avoir marqué quatre essais ou plus dans un match

### Détails des résultats
| 8 octobre 2016 | Argentine A | 56 - 29 | Canada A | Estadio Charrúa, Montevideo |
| 8 octobre 2016 |             |         |          | Estadio Charrúa, Montevideo |
| 8 octobre 2016 |             |         |          | Estadio Charrúa, Montevideo |

| 8 octobre 2016 | USA Selects | 12 - 62 | Fiji Warriors | Estadio Charrúa, Montevideo |
| 8 octobre 2016 |             |         |               | Estadio Charrúa, Montevideo |
| 8 octobre 2016 |             |         |               | Estadio Charrúa, Montevideo |

| 8 octobre 2016 | Samoa A | 44 - 42 | Uruguay A | Estadio Charrúa, Montevideo |
| 8 octobre 2016 |         |         |           | Estadio Charrúa, Montevideo |
| 8 octobre 2016 |         |         |           | Estadio Charrúa, Montevideo |

| 12 octobre 2016 | Samoa A | 26 - 39 | Fiji Warriors | Estadio Charrúa, Montevideo |
| 12 octobre 2016 |         |         |               | Estadio Charrúa, Montevideo |
| 12 octobre 2016 |         |         |               | Estadio Charrúa, Montevideo |

| 12 octobre 2016 | USA Selects | 47 - 37 | Canada A | Estadio Charrúa, Montevideo |
| 12 octobre 2016 |             |         |          | Estadio Charrúa, Montevideo |
| 12 octobre 2016 |             |         |          | Estadio Charrúa, Montevideo |

| 12 octobre 2016 | Argentine A | 71 - 7 | Uruguay A | Estadio Charrúa, Montevideo |
| 12 octobre 2016 |             |        |           | Estadio Charrúa, Montevideo |
| 12 octobre 2016 |             |        |           | Estadio Charrúa, Montevideo |

| 16 octobre 2016 | Samoa A | 27 - 22 | Canada A | Estadio Charrúa, Montevideo |
| 16 octobre 2016 |         |         |          | Estadio Charrúa, Montevideo |
| 16 octobre 2016 |         |         |          | Estadio Charrúa, Montevideo |

| 16 octobre 2016 | USA Selects | 15 - 47 | Uruguay A | Estadio Charrúa, Montevideo |
| 16 octobre 2016 |             |         |           | Estadio Charrúa, Montevideo |
| 16 octobre 2016 |             |         |           | Estadio Charrúa, Montevideo |

| 16 octobre 2016 | Argentine A | 27 - 26 | Fiji Warriors | Estadio Charrúa, Montevideo |
| 16 octobre 2016 |             |         |               | Estadio Charrúa, Montevideo |
| 16 octobre 2016 |             |         |               | Estadio Charrúa, Montevideo |